# NGC 1981
NGC 1981, även känd som OCL 525, är en öppen stjärnhop i stjärnbilden Orion belägen norr om Orionnebulosan, separerad från denna av Sh2-279-regionen som innehåller NGC 1973, 1975 och 1977. Stjärnhopen upptäcktes 4 januari 1827 av John Herschel.
Vissa säger att den ser ut som en alligator eller krokodil, dess östra stjärna som nosen, dess västra stjärna som svans och de två grupperna av tre stjärnor i mitten av den som dess två benuppsättning.